# Монтьель, Кристобаль
Кристо́баль Монтье́ль Родри́гес (исп. Cristóbal Montiel Rodríguez более известный, как То́фоль Монтье́ль исп. Tòfol Montiel; родился 11 апреля 2000, Пальма, Испания) — испанский футболист, полузащитник клуба «Витория».
Отец Кристобаля — бывший профессиональный футболист Оскар Монтьель.

## Клубная карьера
Монтьель — воспитанник клуба «Мальорка». В 2018 году итальянская «Фиорентина» выкупила его трансфер за 2 млн. евро. 31 марта 2019 года в матче против «Торино» он дебютировал в итальянской Серии A.